# Robert Kościuk
Robert Kościuk, né le 17 janvier 1969, à Sławno, en Pologne, est un joueur et entraîneur de basket-ball polonais. Il évolue au poste de meneur. 